# 1600미터 이어달리기

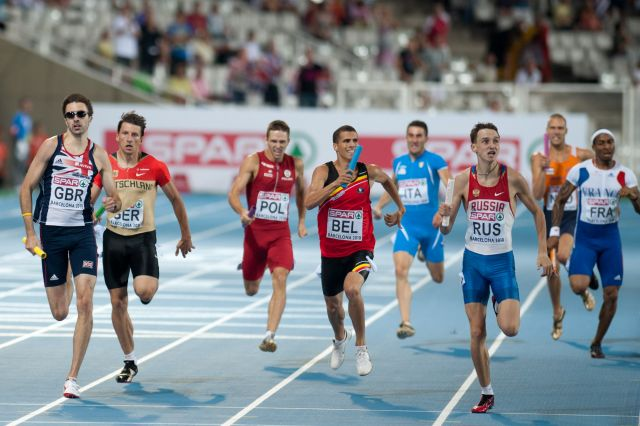
4 x 400미터 남자 선수 이어달리기. 바르셀로나 2010

1600미터 이어달리기(4 × 400 metres relay)는 1600미터를 빨리 달리는 이어달리기 경기다. 첫 번째 주자는 자신의 레인에서 출발하며, 두 번째 주자는 120m 지점에서 오픈코스로 달린다.